# Einherjar

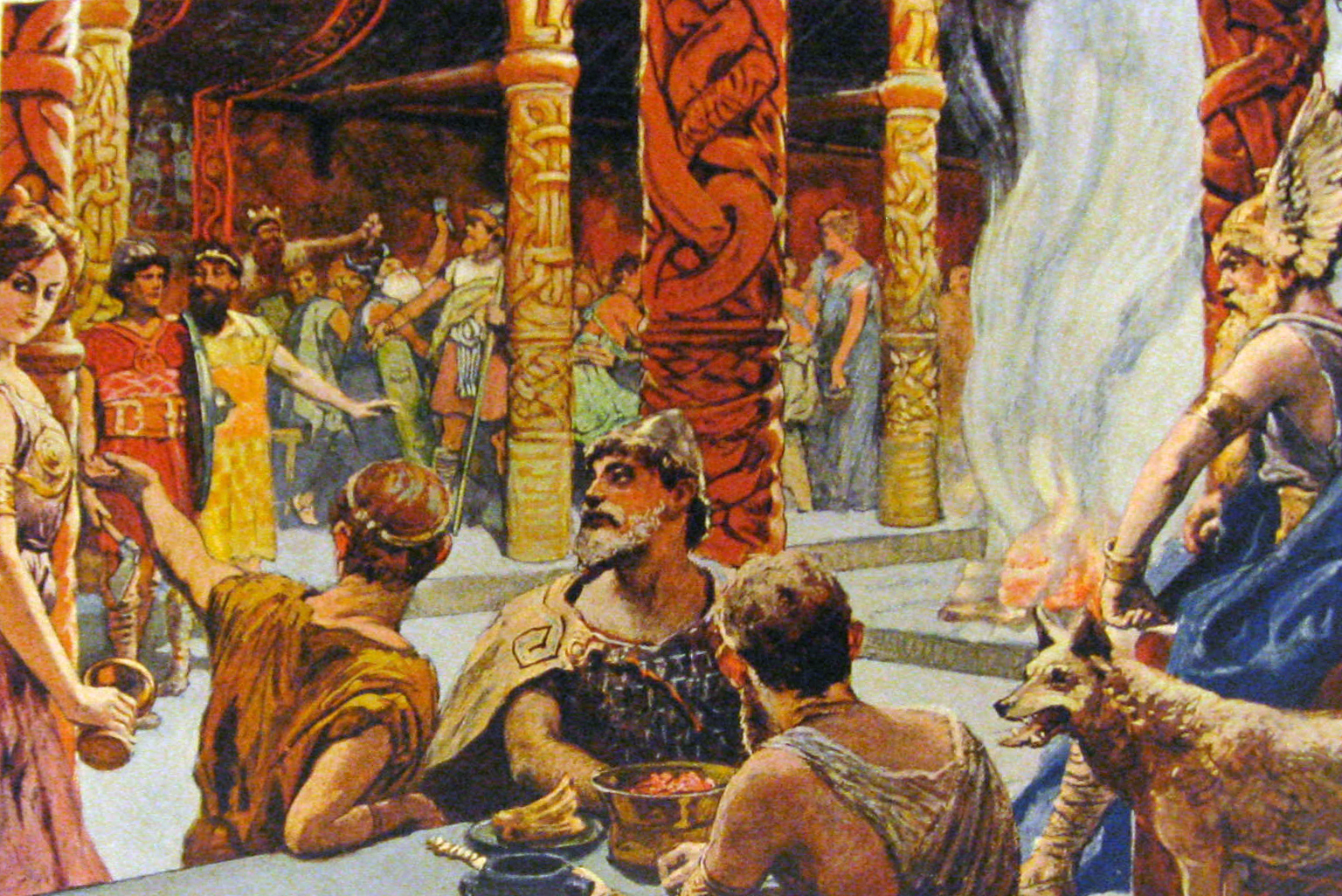
Walhall par Emil Doepler

Les Einherjar ou Einheriar (Einheri au singulier en vieux norrois ; « ceux qui constituent une armée » ou « ceux qui combattent seul à seul ») sont, dans la mythologie nordique, des guerriers d’exception morts bravement lors des combats, « l’arme à la main ».

## Croyance
Les Valkyries choisissaient les Einherjar et les emportaient. Certains guerriers qui souhaitaient survivre à ces batailles, ne levaient pas les yeux au ciel pour ne pas attirer l'attention des Valkyries qui pouvaient les faire périr pour les emporter. 
Ils échappaient pour leur plus grande satisfaction à « la mort de paille » c'est-à-dire la mort naturelle dans leur lit qui destinait ces esprits à prendre le chemin de Hel où la douce Hela, déesse de la mort dont le visage est à demi plongé dans l’ombre des ténèbres et l’autre moitié dans la lumière de la vie, les conduisait sur un vaisseau pour suivre le courant de l’une des douze rivières, les Élivágar dont l’une débouchait dans les Jardins d’Ásgard. La déesse Hela n’est pas l’horrible créature décrite par les textes chrétiens.  
Une tout autre destinée attendait ces Einherjar. La déesse guerrière Freyja montée sur son cheval et accompagnée par les Valkyries, relevait ces glorieux combattants pour les accompagner à Ásgard. La moitié de ces héros allait au Valhöll, dans le palais d’Odin, l’autre partie au Fólkvangr (la plaine des troupes) le palais de Freyja . 

### Guerriers d’Odin ou de Freyja
Les guerriers dévolus à Odin sont ceux d’entre eux qui vouent leur existence à la guerre et aux batailles, « les offensifs ». Les guerriers dévolus à Freyja sont ceux d’entre eux qui mènent des combats pour protéger leurs familles, leurs clans et leurs biens, « les défensifs ». L’historienne Else Roesdahl a en effet remarqué que, dans les sépultures contenant des armes, les guerriers avaient des boucliers qu’elle nomme les défensifs, les autres avaient uniquement leurs armes d’attaques qu’elle nomme les offensifs.

### Une journée d’un Einherjar
Les guerriers d’Odin sont chaque jour réveillés par le coq Gullinkambi, pour se rendre au vaste champ d'Idavoll situé au centre d'Asgard pour combattre les uns contre les autres dans de joyeux et mortels combats. Au crépuscule, les morts reprennent vie, les blessés guérissent et tous se retrouvent au banquet d’Odin, où ils festoient servis par les délicieuses Valkyries. Ils s’abreuvent de l’hydromel qui coule des pis de la chèvre Heidrun, perchée sur le toit du Valhöll ; Andhrímnir, le cuisinier des dieux, a préparé un repas dans le chaudron Eldhrímnir avec la chair du sanglier Sæhrímnir. Les animaux des dieux ont tous un nom, c’est dire l’importance qu’ils accordent à leurs compagnons, ils sont si soucieux de leur bien-être qu’ils vont jusqu’à redonner vie à ces derniers quand il leur arrive de les consommer. Aussi le généreux sanglier Sæhrímnir reprend vie chaque matin pour être consommé chaque soir. Il est arrivé à Thor de conserver les os de l’un de ses boucs qu’il avait été contraint de manger, afin de lui redonner vie au plus vite.

### «La bataille éternelle» dans les textes anciens
Extrait des Vafthrudnismal (str.4) ou chapitre 61 des Skaldskaparmal :
« Aux Orcades : Héðinn  Hjarrandason a enlevé Hildr, la fille du roi Högni. Celui-là poursuit Högni jusqu’aux Orcades et les deux armées sont prêtes à s’affronter. Hildr essaie d’empêcher le combat, mais en vain. Pourtant aucun d’eux ne remporte la victoire. La bataille ensorcelée se poursuit sans fin, jour après jour, car, à l’aube, les morts du jour précédent, réveillés par Hildr, reprennent leur place dans les rangs de leur camp respectif. »
La bataille éternelle est relatée dans des textes anciens préchrétiens comme la Ragnarsdrápa de Bragi Boddason ou des textes plus récents de Saxo Grammaticus ou le Sörla Thattr, celui de la Hjadninga él ou Hjaðningavíg, lui-même tiré d’une Hildar saga.

### Ragnarök dans les textes chrétiens
Les auteurs chrétiens (évhéméristes) ont réécrit tous les textes nordiques païens. Ils déconsidéraient et vilipendaient les dieux païens  pour en faire de simples mortels, magiciens asiatiques, venus de Troie.
Il était plus aisé de se débarrasser des dieux païens en faisant d’eux de simples mortels. Les clercs chrétiens prétendirent dans des sagas écrites ou réécrites (palimpsestes) quelques siècles après l’ère Viking que les Einherjar se préparaient pour un combat final et fatal aux dieux nordiques. 
Les nombreuses sources d’Historiens attestent que Ragnarök est une invention chrétienne. C’est un texte avec un fond païen, remanié par les chrétiens, ,, .
Les historiens doutent en effet de la bonne foi des auteurs des ragnarök qui voulaient voir disparaître les croyances et les dieux païens .
R. Boyer nous engage à retrouver le vrai texte païen derrière les réécritures chrétiennes , en cherchant un texte païen qui pourrait se « cacher » derrière celui des Ragnarök ; le texte le plus probable est celui de la bataille éternelle.
Le Grímnismál décrit le Valhöll en précisant que ce palais possède 640 portes. Une porte permet à 8 centaines (en vieux norrois, une centaine : hundrað, peut vouloir dire 100 ou 120) de guerriers de marcher de front.

## Dans la culture populaire
- Les Einherjar apparaissent dans le jeu vidéo Age of Mythology, où ils sont les unités mythiques du dieu Heimdall[réf. nécessaire].
- Dans le jeu vidéo Assassin's Creed Valhalla, on peut débloquer un arc d'Einherjar.
- Dans le jeu vidéo God of War: Ragnarök, les Einherjar constituent l'armée d'Asgard, au service d'Odin.
- Dans la série Netflix Valkyrie Apocalypse, les Einherjar sont les 13 représentants de l'humanité durant le Ragnarok.
- Dans le jeu vidéo Mega Man Zero 4, les traditionnels Huit Bosses de l'arc principal de Mega Man sont appelés les Huit Guerriers Einherjar, et ont pour mission de détruire les dernières zones habitables du monde dans le cadre de l'opération Ragnarok.
- Dans la série littéraire Magnus Chase et les Dieux d'Asgard de Rick Riordan, le héros éponyme et certains de ses compagnons sont des Einherjar, le Valhalla étant un décor récurrent de cette saga fantastique.